# Symplocos unicarpa
Symplocos unicarpa är en tvåhjärtbladig växtart som beskrevs av Nooteboom. Symplocos unicarpa ingår i släktet Symplocos och familjen Symplocaceae. Inga underarter finns listade i Catalogue of Life.